# GT Legends
GT Legends est un jeu vidéo de course, et plus exactement de sim racing, issu de la série de jeux GTR développée par SimBin. Il est sorti en 2005 sur Windows.

## Accueil
- Jeuxvideo.com : 16/20[1]